# Admir Bajrovic
Admir Bajrovic (Alvesta, 6 augustus 1995) is een Zweeds voetballer van Bosnische komaf die als aanvaller speelt.

## Spelerscarrière

### IFK Trollhättan
Bajrovic begon bij IFK Trollhättan waar hij in 2010 bij de selectie van het eerste team kwam. Hij maakte zijn debuut op 3 juni van dat jaar in de thuiswedstrijd tegen IF Väster. Op 18 september 2010 maakte hij uit tegen Åsebro IF zijn eerste competitiedoelpunt. In het seizoen 2011 was hij met zeven doelpunten clubtopscorer voor IFK Trollhättan.

### N.E.C.
In april 2012 werd hij na een proefwedstrijd voor drie seizoenen vastgelegd door N.E.C. In het seizoen 2012/13 zat hij aanvankelijk in de gezamenlijke selectie voor het eerste team van N.E.C. en Jong N.E.C./FC Oss. Gedurende het seizoen kwam hij echter in de A1 van de Voetbal Academie N.E.C./FC Oss te spelen. Ook in het seizoen 2013/14 speelde Bajrovic voor de A1 en soms voor de beloften. In april 2014 scheurde hij zijn kruisbanden. Na zijn revalidatie kwam hij in november 2014 weer bij het eerste team en op 17 december maakte hij zijn debuut in de uitwedstrijd om de KNVB Beker tegen AZ als invaller voor Sjoerd Ars. Op 16 januari 2015 maakte Bajrovic zijn competitiedebuut voor N.E.C. in de eerste divisie als invaller voor Tom Daemen in de uitwedstrijd tegen FC Eindhoven.

### Terug naar Zweden
Op 27 januari 2015 werd hij voor drie jaar gecontracteerd door het Zweedse Ljungskile SK. In augustus werd hij tot eind 2015 verhuurd aan het Noorse Follo FK dat uitkomt in de OBOS-ligaen. In 2016 werd hij met zes doelpunten gedeeld clubtopscorer bij Ljunkskile maar degradeerde met zijn club uit de Superettan. Na afloop van de competitie liet hij zijn contract ontbinden en stapte over naar Östers IF dat net naar de Superettan gepromoveerd was. In juli 2018 ging hij naar reeksgenoot Gefle IF waar hij in december van dat jaar weer vertrok.  

### Buitenlandse avonturen
In januari 2019 ondertekende hij een contract voor anderhalf jaar bij het Griekse Panetolikos. Medio 2020 ging hij naar het Roemeense ACS Sepsi OSK Sfântu Gheorghe. In 2021 keerde hij terug naar Griekenland bij PAE Chania dat uitkomt in de Super League 2. Medio 2022 ging hij in Thailand voor Sukhothai FC spelen. Begin 2023 keerde hij terug naar Griekenland waar hij voor Panserraikos ging spelen in de Super League 2. Met de club promoveerde hij in 2023 maar op het hoogste niveau kwam hij minder aan bod. Begin 2024 ging hij naar Levadiakos dat uitkomt in de Super League 2. Een half jaar later ging hij in Albanië voor KF Tirana spelen.

## Clubstatistieken
| Seizoen                     | Club           | Competitie     | Competitie | Competitie | Beker | Beker | Totaal | Totaal |
| Seizoen                     | Club           | Competitie     | Wed.       | Dlp.       | Wed.  | Dlp.  | Wed.   | Dlp.   |
| --------------------------- | -------------- | -------------- | ---------- | ---------- | ----- | ----- | ------ | ------ |
| 2014/15                     | N.E.C.         | Eerste divisie | 1          | 0          | 1     | 0     | 2      | 0      |
| 2015                        | Ljungskile SK  | Superettan     | 13         | 1          | 3     | 1     | 16     | 1      |
| 2015                        | → Follo FK     | OBOS-ligaen    | 6          | 1          | 0     | 0     | 6      | 1      |
| 2016                        | Ljungskile SK  | Superettan     | 20         | 6          | 2     | 1     | 22     | 7      |
| 2017                        | Östers IF      | Superettan     | 22         | 7          | 1     | 0     | 23     | 7      |
| 2018                        | Östers IF      | Superettan     | 11         | 2          | 3     | 1     | 14     | 3      |
| 2018                        | Gefle IF       | Superettan     | 15         | 6          | 1     | 0     | 16     | 6      |
| 2018/19                     | Panetolikos    | Super League   | 15         | 5          | 0     | 0     | 15     | 5      |
| 2019/20                     | Panetolikos    | Super League   | 24         | 5          | 5     | 3     | 29     | 8      |
| 2020/21                     | Sepsi OSK      | Liga 1         | 13         | 2          | 0     | 0     | 13     | 2      |
| 2021/22                     | PAE Chania     | Super League 2 | 29         | 17         | 1     | 1     | 30     | 18     |
| 2022/23                     | Sukhothai      | Thai League 1  | 6          | 0          | 0     | 0     | 6      | 0      |
| 2022/23                     | Panserraikos   | Super League 2 | 17         | 3          | 2     | 0     | 19     | 3      |
| 2023/24                     | Panserraikos   | Super League   | 9          | 0          | 2     | 0     | 11     | 0      |
| 2023/24                     | Levadiakos     | Super League 2 | 8          | 2          | 0     | 0     | 8      | 2      |
| Carrièretotaal              | Carrièretotaal | Carrièretotaal | 209        | 57         | 21    | 7     | 230    | 64     |
| Bijgewerkt op 2 april 2024. |                |                |            |            |       |       |        |        |